# Apoštolský exarchát Latinské Ameriky a Mexika
Apoštolský exarchát Latinské Ameriky a Mexika je arménský katolický exarchát nacházející se v Brazílii.

## Území
Zahrnuje území Latinské Ameriky a Mexika mimo Argentiny, která spadá pod jurisdikci eparchie svatého Řehoře z Nareku v Buenos Aires.
Biskupským sídlem je město São Paulo, kde se nachází hlavní chrám, katedrála svatého Řehoře Osvětitele.

## Historie
Exarchát byl zřízen 3. července 1981 bulou Armeniorum fidelium papeže Jana Pavla II. Původně se sídlo exarchátu nacházelo v Buenos Aires.
Dne 18. února 1989 byla z části území exarchátu zřízena eparchie svatého Řehoře z Nareku v Buenos Aires a sídlo bylo přesunuto do São Paula. Od zřízení eparchie byly obě jurisdikce sjednoceny In persona episcopi.

## Seznam apoštolských exarchů
- Vartán Waldir Boghossian, S.D.B. (1981–2018)
- Pablo León Hakimian (2018–2024)